# فایسواویتسه
فایسواویتسه (به لهستانی:  Fajsławice) یک روستا در لهستان است که در گمینا فایسواویتسه واقع شده‌است. فایسواویتسه  ۱٬۴۵۷ نفر جمعیت دارد.